# Jean Dybowski
Jean Thadée Emmanuel Dybowski, Jan Dybowski herbu Nałęcz (ur. 20 kwietnia 1856 w Charonne, zm. 18 grudnia 1928 w Mandres) – francuski agronom, botanik i podróżnik polskiego pochodzenia. Profesor botaniki i ogrodnictwa w Grignon i w Paryżu.

## Życiorys
Urodził się 20 kwietnia 1856 w Charonne koło Paryża w rodzinie polskiego emigranta, oficera powstania listopadowego Józefa Ksawerego Dybowskiego herbu Nałęcz (1812-1885) i Kamili Kosiorowskiej (1826-1888).
Położył zasługi w zagospodarowaniu obszarów pustynnych Sahary, propagował prace nawadniające, budowę studni artezyjskich, zakładanie sztucznych oaz. Odbył szereg wypraw badawczych po Afryce. W roku 1889 odbył podróż do Algieru. W 1891 został wysłany do obszarów pomiędzy dorzeczem Konga i jeziorem Czad, gdzie m.in. dokonał ustalenia biegu rzeki Szari oraz jej dopływów. Dostarczył również informacji na temat tragicznie zakończonej wyprawy Francuza Paula Crampela. Przywiezione przez niego materiały trafiły do zbiorów Musée de L’Homme w Paryżu, a sam Dybowski został uhonorowany złotym medalem francuskiego Towarzystwa Geograficznego.
Ponownie przebywał w okolicach Konga w latach 1893–1894, gdzie prowadził badania przyrodnicze. W 1895 kierował wyprawą do Tunisu, dokonując analizy możliwości rolniczych. Dzięki 6-letnim badaniom w Afryce został uznanym specjalistą rolnictwa tropikalnego, autorem wielu publikacji w prasie francuskiej (a także w języku polskim).
W ostatnich latach życia współpracował z Państwowym Instytutem Naukowym Gospodarstwa Wiejskiego w Puławach (jako profesor). Był założycielem Instytutu Agronomii Kolonialnej w Paryżu oraz członkiem Polskiej Akademii Umiejętności.
Zmarł 18 grudnia 1928 w Mandres koło Paryża w wieku 72 lat.

## Publikacje
Pisał z zakresu ogrodnictwa, ponadto spostrzeżenia z podróży do Algieru. Jest autorem prac: „L'Extrème-Sud Algérien” (1891) oraz „La route du Tchad” (1893).

## Rodzina
Stryjeczny brat wybitnego przyrodnika i badacza Azji Benedykta Dybowskiego oraz zoologa Władysława Dybowskiego.